# Élection du président de la Confédération suisse de 2005
 (septembre 2021).
L'élection du président de la Confédération suisse de 2005, est un scrutin au suffrage indirect visant à élire le président de la Confédération suisse pour l'année 2006.
Le 7 décembre 2005, Moritz Leuenberger (PS) est élu président avec 159 voix sur les 246 membres de l'assemblée fédérale.

## Déroulement

### Processus électoral
Le président de la Confédération est élu par l'Assemblée fédérale, réunissant le Conseil national et le Conseil des États, parmi les membres du Conseil fédéral le deuxième mercredi de la session d'hiver.
Son mandat dure un an et correspond à l'année civile (du 1er janvier au 31 décembre). Il n'est pas immédiatement rééligible, y compris à la vice-présidence du Conseil fédéral, mais peut remplir plusieurs mandats non successifs,.

### Élection
Le 7 décembre 2005, avec 159 voix, Moritz Leuenberger, du Parti socialiste, est élu président de la Confédération pour l'année 2006. Il succède au président sortant Samuel Schmid, de l'UDC.   
Parmi les autres candidats il y a principalement Christoph Blocher, de l'UDC, qui obtient 45 voix.      